# Never Can Say Goodbye (Isaac Hayes)
Never Can Say Goodbye è un singolo di Isaac Hayes del 1971, cover dell'omonimo brano dei Jackson 5.

## Pubblicazione
Isaac Hayes ha registrato per la prima volta la canzone per il suo album del 1971 Black Moses e su singolo.
Hayes ha registrato nuovamente la melodia per la colonna sonora del film del 2008 Soul Men, in cui appare al fianco di Samuel L. Jackson e Bernie Mac. I produttori del film hanno dedicato la versione del 2008 a Mac e Hayes, morti entrambi prima che il progetto fosse rilasciato.

## Accoglienza
questa versione ha raggiunto il numero cinque della classifica "Billboard R&B", il numero 19 della classifica Easy Listening ed il numero 22 della Hot 100. 

### Tracce
Lato A
1. Never Can Say Goodbye

Lato B
1. I Can't Help It